# Killer Kowalski
Wladek (Walter) "Killer" Kowalski (13 de Outubro de 1926 - 30 de Agosto de 2008) foi um lutador de wrestling profissional canadense. Kowalski foi wrestler em diversas promoções de wrestling, como NWA e WWWF, onde lutou como heel.
Conquistou diversos títulos, a destacar o WWWF World Tag Team Championship, com Big John Studd. Após a sua retirada do wrestling, fundou uma escola de wrestling profissional em Malden, Massachusetts e treinou muitos wrestlers como Triple H. Faleceu em 20 de Agosto de 2008, após sofrer uma forte ataque no coração dias atrás.

## Carreira
Descendente de imigrantes poloneses, Kowalski passou por inúmeras federações de wrestling durante os anos em que lutou (1947 - 1977). Exemplos disso foram a National Wrestling Alliance, a American Wrestling Association e a World Wide Wrestling Federation, onde teve uma grande luta com Bruno Sammartino. O seu maior título foi o WWWF Tag Team Championship, com Big John Studd.
Após a sua retirada em 1977, Kowalski começou uma escola de wrestling profissional em Malden, Massachusetts. Treinou vários wrestlers como Triple H, Chyna e Perry Saturn.
Apareceu inúmeras vezes na televisão após a sua retirada do wrestling e também em alguns filmes. Em 14 de Junho de 2007, foi aceito no Hall da Fama do Wrestling Profissional.

## Morte
Em 8 de Agosto de 2008, Kowalski sofreu um forte ataque do coração. Ele foi hospitalizado, sendo seu caso grave. Em 18 de Agosto, ele piorou por causa de um erro na operação. Acabou morrendo em 30 de Agosto de 2008.

## No wrestling
- - Ataques principais e golpes secundários
  - Kowalski Claw
  - Diving knee drop
  - Iron Claw
  - Dropkick
  - Piledriver